# Perestrojka
Perestrojka = ombygning eller omstrukturering (russisk).
Lanceret af Mikhail Gorbatjov som et af de begreber der skulle bære reformationen af Sovjetunionen. Det andet var glasnost.
Formålet var en delvis afskaffelse af de centralistiske principper for styring af den sovjetiske økonomi og produktion.